# Gui Boratto

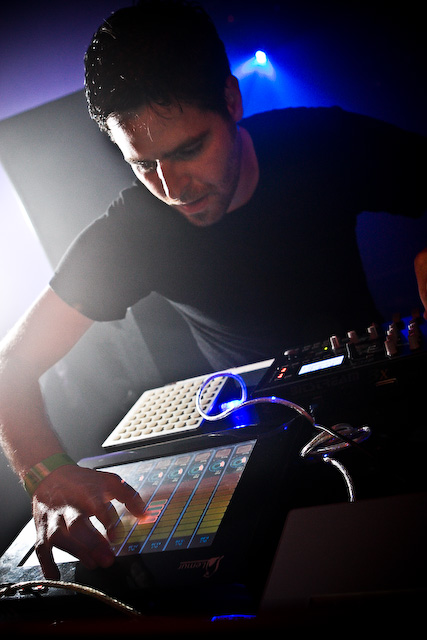
Gui Boratto op Ten Days Off in Gent in 2008

Guilherme (Gui) Boratto (São Paulo, 1974) is een Braziliaans producer.
Boratto is actief in de genres house, progressive house, tech house, techno en minimal techno. In de jaren '90 was hij lid van de groep Sect. In 2007 kwam zijn eerste album Chromophobia uit en in 2009 het album Take My Breath Away. In 2010 werkt hij samen met het Duitse Phonique op de track Blindfolded. Boratto verzorgt ook remixes.